# Azur
Azur é uma comuna francesa na região administrativa da Nova Aquitânia, no departamento Landes. Estende-se por uma área de 17,14 km². Em 2010 a comuna tinha 882 habitantes (densidade: 51,5 hab./km²).